# 三汊镇
三汊镇，是中华人民共和国湖北省孝感市孝南区下辖的一个乡镇级行政单位。

## 行政区划
三汊镇下辖以下地区：
赵陈社区、车站社区、搭墙院社区、国光村、李巷村、丁砦村、郑堰村、龙岗村、建增村、张湾村、易咀村、涂店村、岳岗村、湖西村、石塔村、夏汊村、王母村、青龙村、红霞村、草店村、红联村、店湾村、联欢村、永福村、同幸村、埠镇村、同昶村、石墩村、伍陈村、邹陈村、石板村、彭桥村、洪山村、东桥村、一心一村和漫桥村。

## 交通
- 京广铁路：三汊埠站